# 蒙瑞斯坦
蒙瑞斯坦（法語：Montjustin，法語發音：[mɔ̃ʒystɛ̃]）是法国上普罗旺斯阿尔卑斯省的一个市镇，位于该省西南部，属于福卡尔基耶区。

## 地理
蒙瑞斯坦（43°50'57"N, 5°38'5"E）面积10.15 平方千米，位于法国普罗旺斯-阿尔卑斯-蓝色海岸大区上普罗旺斯阿尔卑斯省，该省份为法国东南部内陆省份，北起上阿尔卑斯省，西接沃克吕兹省，西北接德龙省，南至瓦尔省，东临滨海阿尔卑斯省，东北部与意大利接壤。
与蒙瑞斯坦接壤的市镇（或旧市镇、城区）包括：吕贝龙山区塞雷斯特、蒙菲龙、雷亚讷、维勒米、茹尔当堡、吕贝龙地区维特罗勒。

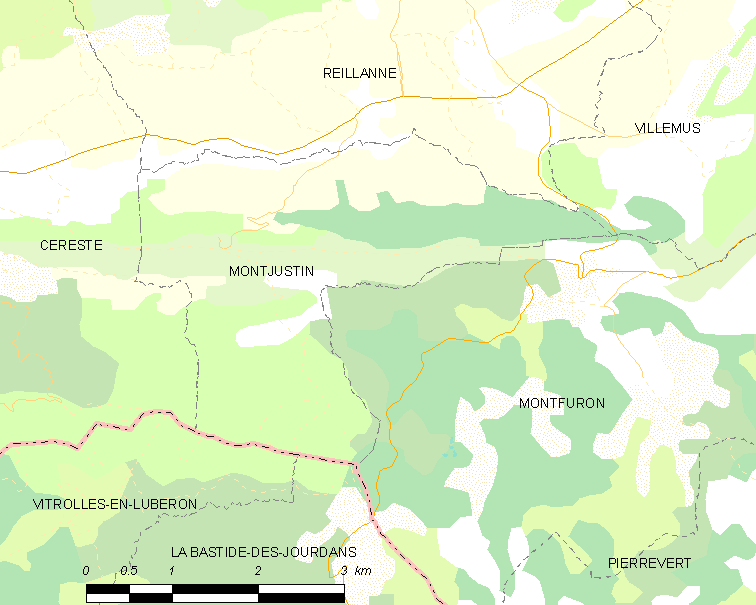
蒙瑞斯坦的OSM定位图

蒙瑞斯坦的时区为UTC+01:00、UTC+02:00（夏令时）。

## 行政
蒙瑞斯坦的邮政编码为04110，INSEE市镇编码为04129。

## 政治
蒙瑞斯坦所属的省级选区为雷亚讷县。

## 人口

1962-2008年间蒙瑞斯坦人口变化图示

蒙瑞斯坦于2022年1月1日时的人口数量为57人。